# Wygrać ze śmiercią
Wygrać ze śmiercią (ang. Hard to Kill) – amerykański film sensacyjny z 1990 roku.

## Fabuła
Rok 1983. Policjant Mason Storm z policji w Los Angeles prowadzi obserwację spotkania (oraz nagrywa je) groźnych gangsterów z wysoko postawionymi urzędnikami. Zostaje nakryty, lecz udaje mu się uciec bez zdemaskowania. Telefonując na komendę do swojego partnera, nie wie, że rozmowę podsłuchują skorumpowani policjanci. Tego samego wieczora policjant pada ofiarą zamachu na swoje życie. Nie ginie jednak, lecz zapada w długotrwałą śpiączkę. W zamachu ginie żona Masona, a jego synek ucieka.
Po siedmiu latach śpiączki Storm budzi się. Ma świadomość, że gdy zbrodniarze dowiedzą się, że żyje, będą chcieli go zamordować. Wkrótce jeden z nich szuka Storma w szpitalu. W ucieczce pomaga mu pielęgniarka Andrea, która zapewnia mu schronienie w domu za miastem. W bezpiecznym miejscu, dowiedziawszy się co stało się z jego rodziną, odzyskuje siły i sprawność fizyczną oraz przygotowuje się do zemsty na bandytach. Nawiązuje także romans z Andreą. W międzyczasie odnajduje go Kevin O'Malley, obecnie emerytowany policjant, przyjaciel Storma i jego rodziny, u którego jak się okazało, ukrył się synek Masona, Sonny. Teraz wspólnymi siłami chcą wymierzyć sprawiedliwość.

## Obsada
- Steven Seagal – Mason Storm
- Kelly LeBrock – Andy Stewart
- William Sadler – Senator Vernon Trent
- Frederick Coffin – Kevin O'Malley
- Dean Norris – sierżant Goodhart
- Branscombe Richmond – Max Quentero
- Robert LaSardo – Punk